# Koe no Katachi (película)
Koe no Katachi (聲の形 lit. La forma de la voz?), conocida como A Silent Voice en España y Una voz silenciosa en Latinoamérica, es una película de animación japonesa de drama escolar producida por Kyoto Animation, dirigida por Naoko Yamada y escrita por Reiko Yoshida, con diseño de personajes de Futoshi Nishiya y música de Kensuke Ushio. Está basada en el manga homónimo escrito e ilustrado por Yoshitoki Ōima. La película se estrenó en Japón el 17 de septiembre de 2016. En España fue estrenada en los cines el 16 de marzo de 2018, y el manga ha sido publicado por Milk Way Ediciones en dicho país.

## Argumento
Un chico llamado Shouya Ishida pone sus asuntos en orden y camina hacia un puente, con la intención de suicidarse. Recuperando sus sentidos en el último minuto, recuerda sus días en la escuela primaria y los eventos que lo llevaron a este punto en su vida. En aquellos días, Shouya era un niño indiferente, uno que veía a sus compañeros estudiantes como una forma de evitar el aburrimiento. La entrada de una nueva estudiante llamada Shouko Nishimiya en su clase despierta su interés: ella es sorda. A pesar de su discapacidad, hace todo lo posible por vivir normalmente y relacionarse con la clase. Sin embargo, los otros estudiantes y el maestro llegan a creer que su presencia está trastornando el equilibrio social. Piensan que ella los está imponiendo a través de su discapacidad. Shouya, que la considera extraña, comienza a intimidarla y acosarla sin fin. La clase, más entretenida que sorprendida, no interviene en la situación, un día, mientras estaba sola, Nishimiya es atacada con piedras pequeñas por Shouya, quien le dice que terminarán odiandola, Nishimiya, entonces se acerca y le hace una seña con sus manos, mientras balbucea la palabra "amigo", sin embargo, Shouya, asqueado le lanza tierra del suelo al rostro. Tiempo después, una maestra de la sala de audición notifica que tomaran tiempo de cada clase para aprender el lenguaje de señas y facilitar la integración de Shouko al grupo, sin embargo, solo una persona está interesada en aprenderlo, una niña llamada Miyoko Sahara, esto causa que los demás niños comiencen a intimidar a Sahara, quien deja de ir a la escuela al no poder soportar más burlas, Shouya, entonces escribe un mensaje en el que culpa a Nishimiya de hacer que Sahara se fuera, sin embargo lo borra cuando ella se da cuenta de ello, al haber perdido a su protectora, Nishimiya se volvió más vulnerable a las intimidaciones de Shouya, que la acosa aun más que antes.
Un día, Shouya arranca los audífonos de Nishimiya con tanta fuerza que provoca que le sangren los oídos. Poco después, Shouya camina con sus amigos hasta que ae encuentra con  ella, quién se disculpa con un mensaje de su cuaderno y le hace la misma seña que le había hecho antes.se muestra reacio ante ella y lanza su cuaderno a una fuente cercana, mientras que Nishimiya se mete para sacarlo. Tiempo después, el director confronta a la clase al recibir una llamada de la madre de Shouko  quién sospechaba  que su hija sufría acoso, entonces el maestro, de repente enfurecido, señala a Shouya como el culpable. Shouya nombra a sus amigos como cómplices, pero se vuelven contra él, negando vehementemente su participación. Pronto, la intimidación de la clase se dirige hacia él, agrediendolo y sometiendolo al mismo trato que le dio a Shouko, un día su madre lo confronta y lo lleva a casa de Shouko para pedir perdón a su madre, cuando están a punto de irse, el niño nota una herida que su madre tiene en una de sus orejas. Tiempo después, Shouya encuentra a Shouko haciendo algo en su escritorio por lo que Shouya la ataca y ella intenta explicarle que hace lo mejor que puede, involucrandose en un aparcado físico en el que Nishimiya balbucea a Shoya que la deje en paz. Posteriormente, Nishimiya se transfiere a otra escuela y Shouya descubre que ella estaba borrando mensajes de odio que sus compañeros de clase dejaron en tiza en su escritorio. Shouya se encuentra solo, relegado al papel de un paria atormentado. Después de ser arrojado a un estanque por sus compañeros de clase, encuentra la libreta de Nishimiya, que había arrojado allí un tiempo antes.
Ahora en la escuela secundaria, Shouya sigue siendo un rechazo social, ya que pasado a menudo es mencionado por sus antiguos amigos, algo que ha llegado a aceptar como un mero castigo. Lleno de culpa, vergüenza y ansiedad, bloquea las caras de quienes lo rodean con una "X" color azul, incapaz de mirarlos a los ojos. Él trabaja duro para pagar a su madre por el dinero que ella tuvo que pagarle a la madre de Shouko para reemplazar los numerosos audífonos que hecho a perder. Él visita el centro de lengua de señas para devolver el cuaderno de Shouko, una vez lleno de agua, con la esperanza de hacer las paces, él le entrega su cuaderno mientras habla con ella en lenguaje de señas, lo que sorprende mucho a la chica, por lo que Shouya le dice que estaba aprendiendo el lenguaje de señas, pero cuando él le dice que quiere ser amigos, recuerda que una vez le hizo los mismos gestos con la mano, finalmente comprendiendo que ella solo había querido ser su amiga. Al día siguiente, su madre lo confronta por haber intentado suicidarse, amenazando con quemar el dinero que le había repuesto, mientras Shouya, sumido en sus pensamientos recuerda la herida en el oído de su madre,  revelándose que arrancó uno de sus aretes para saldar la deuda de los audífonos que destruyó, suplicante, Shouya le jura que no volverá a hacerlo, sin embargo, en medio del alivio, la madre de Shouya termina quemando el dinero por accidente. Durante clase, se ve como es que los compañeros de Shoya no le hacen caso alguno, hablando de él a sus espaldas y no acercándosele para nada. Al día siguiente, en la escuela, Shouya ve como alguien está acosando a otro chico de risos, tratando de robarle su bicicleta, por lo que decide intervenir ofreciendole su propia bicicleta al chico acosador, sin embargo descubre que se la ha robado, por lo que decide volver a pie a casa. En su camino, Shouya descubre un cupón de una panadería, por lo que decide ir a comprar pan y con ese pretexto ir a visitar a Shouko (pues ella le había comentado que solía ir a alimentar a las parcas todos los martes). Shouya va a visitar a Nishimiya, pero entonces se encuentra con un chico menor en su salón de clases, quien no le permite ver a Nishimiya. De vuelta en casa, Shouya se sorprende al ver que el mismo chico que ayudó estaba de vuelta con su bicicleta, el chico, de nombre Tomohiro Nagatsuka le explica que la encontró en un campo de arroz y pudo dar con Shouya gracias a que tenía la dirección escrita, Shouya entonces quita la cruz imaginaria del rostro de Nagatsuka y le invita del pan que compró para Nishimiya. Al día siguiente, Nagatsuka invita a Shouya a pasar tiempo juntos después de clase, asegurando que ya eran amigos, a lo que Shouya accede con gusto.
Mientras están juntos, Nagatsuka le pone de apodo Yasho, y al encontrarlo pensativo le dice que puede contarle lo que sea, es entonces cuando Shouya se abre con Nagatsuka, diciendo que no sabía lo que era un verdadero amigo y si había algún requisito para ello, ante esto, Nagatsuka le pide su mano, haciendo entonces un "saludo de mejores amigos" mientras le asegura que para ser un amigo no hay requisitos y está mucho más allá de la lógica y la razón, y que si hubiera requisitos, sería ridículo. Al día siguiente, Shouya vuelve con otra hogaza de pan para Nishimiya, sin embargo el mismo chico menor se lo vuelve a negar, asegurando ser el novio de Shouko, mientras le dice que si busca simplemente redimirse de sus acciones no debería volver, antes de cerrarle la puerta en la cara, Nagatsuka aparece y obliga al niño a permitirle a Shouya ver a Nishimiya, involucrándose en un pequeño altercado físico entre los dos, mientras Shouya le ruega a Nagatsuka ya irse de allí, pues no quiere causar problemas, Shouya entonces sale corriendo hacia el puente, siendo seguido por Nishimiya, en el balcón del centro, el niño y Nagatsuka espían su conversación en lenguaje de señas que el niño traduce para Nagatsuka, mientras tanto, Shouya le ofrece a Nishimiya la hogaza de pan que consiguió para alimentar a las carpas y entre los dos comienzan a alimentarlas, sin embargo, Nishimiya decide abrir y comenzar a leer el cuaderno, lo que pone bastante nervioso a Shouya y le pide que se lo devuelva debido a las cosas horribles que estaban escritas ahí, sin embargo el cuaderno cae accidentalmente al río y Shouko salta detrás de él, al igual que Shouya, cuando finalmente salen del río, Shouya se disculpa con Nishimiya y se lo devuelve. Mienteas tanto, el niño fotografía el salto de Shouya, por lo que al no aprobar la relación que podrían tener Nishimiya y Shouya, esa misma noche crea un perfil falso de Shouya y publica la imagen en línea.
Cuando la foto llega a la administración de la escuela, Shouya es suspendido durante una semana ya que saltar ahí está prohibido, sin embargo, en lugar de enojarse, Shouya invita a Yuzuru para que se quede en su casa después de haberla visto durmiendo en el parque, aparentemente sin hogar. Cuando Yuzuru se va en medio de la noche, Shouya la persigue y le dice que está realmente arrepentido por la forma en que trató a Shouko, y Yuzuru le revela su verdadera identidad. La madre de Shouko y Yuzuru, Yaeko, se da cuenta de que sus hijas se están reuniendo con Shouya y exige que se detengan, pero se niegan a hacerlo.
Shouko expresa su deseo de volver a conectarse con Miyoko Sahara, la única compañera de clase que fue amable con ella en la escuela primaria. Shouya y Shouko toman el tren para visitarla. Por casualidad, Shouya también se encuentra con Naoka Ueno, uno de sus antiguos cómplices de intimidación. Aunque Naoka se disculpa con él en el pasado, sigue siendo antagónica con Shouko, culpándola por lo sucedido.
Shouko pronto le da un regalo a Shouya y le confiesa que gusta de él, pero debido a que trata de expresar su afecto en palabras, Shouya no la entiende. Preocupada porque el malentendido la molestó, Shouya la invita a ir a un parque de diversiones con él y sus antiguos amigos. Allí, Ueno finalmente expresa sus sentimientos hacia Shouko. De regreso a la escuela, desesperada por permanecer intachable, Miki Kawai, otra compañera de clase, expone el pasado de Shouya a los estudiantes restantes que todavía no se daban cuenta de ello, mientras minimizaba su propia participación. Poco después, el grupo tiene una confrontación acalorada sobre el nivel de responsabilidad de cada miembro, que termina con Shouya llamando cruelmente a cada uno de ellos por lo que realmente son. Uno por uno, dejan atrás a Shouya, Shouko y Yuzuru.
Para animar a Shouko después de la muerte de su abuela, Shouya lleva a Shouko a visitar el campo, donde comienza a comprender cuánto se culpa por todo lo que le ha sucedido. Desesperado por tranquilizar y cambiar su mentalidad, Shouya se las arregla para reunirse con las hermanas una y otra vez. Shouko eventualmente lo invita a su casa, donde ayuda a las hermanas a prepararse para lo que resulta ser el cumpleaños de su madre.
Durante el festival de fuegos artificiales, Shouko regresa a su departamento bajo el pretexto de terminar algunas tareas escolares. Yuzuru luego lo envía allí para obtener su cámara. Cuando llega, encuentra a Shouko de pie en el balcón, a punto de arrojarse a la muerte. Shouya tiene éxito en agarrarla antes de que ella se caiga y tira de ella hacia atrás, pero como consecuencia cae al agua en el río. Cuando cae en coma, provoca que todos sus compañeros de clase lleguen a un punto crítico.
En el hospital, Yaeko y Yuzuru llegan para ver a la madre de Shoya y al instante se arrodillan y piden perdón, presumiblemente debido al resentimiento que sentía por Shouya. Yuzuru se culpa por el intento de suicidio de Shouko. Afuera, Ueno acosa y grita a Shouko, culpándola del estado de coma de Shouya hasta que Yaeko la quita de su hija mientras la madre de Shouya consuela a Shouko.
Una noche, Shouko sueña con recibir una visita de despedida de Shouya. Horrorizada, ella corre hacia el puente donde alimentan al koi y se derrumba en lágrimas. Shouya, despertando de su coma en estado de pánico, tropieza con el puente él mismo y la encuentra allí, acurrucada en la desesperación. Él se disculpa formalmente con ella por la forma en que la trató y por las muchas cosas que hizo, lo que puede haber causado que se odie a sí misma. Él le pide que deje de culparse a sí misma, y también admite que, aunque una vez consideró renunciar a sí mismo y poner fin a su propia vida, desde entonces ha decidido no hacerlo, decidido a redimir sus aciones en contra de ella. Shouya luego le pide que lo ayude a seguir viviendo.
Cuando Shouya va al festival escolar con Shouko, descubre cuánto le importan sus amigos de la escuela primaria. Shouko se disculpó con sus amigos en un esfuerzo por reconstruir el grupo. Después de que Shouya regrese a la escuela, finalmente logra mirar las caras de las personas, se da cuenta de que ya ha encontrado la redención y el perdón.

## Reparto
| Personaje                                      | Seiyū                                   | Doblaje hispanoamericano |
| ---------------------------------------------- | --------------------------------------- | ------------------------ |
| Shōya Ishida (石田将也 Ishida Shōya?)          | Miyu Irino                              | Gerardo Ortega           |
| Shōya Ishida (石田将也 Ishida Shōya?)          | Mayu Matsuoka (estudiante de primaria)  | Gerardo Ortega           |
| Shōya Ishida (石田将也 Ishida Shōya?)          | Saori Hayami                            | Álgela Olssen            |
| Shōya Ishida (石田将也 Ishida Shōya?)          | Aoi Yūki                                | Mayra Cabrera            |
| Shōya Ishida (石田将也 Ishida Shōya?)          | Kenshō Ono                              | Héctor Mena              |
| Shōya Ishida (石田将也 Ishida Shōya?)          | Yūki Kaneko                             | Yedir Silvia             |
| Shōya Ishida (石田将也 Ishida Shōya?)          | Yui Ishikawa                            | Diana Huicochea          |
| Shōya Ishida (石田将也 Ishida Shōya?)          | Megumi Han                              | Sandra Olarra            |
| Shōya Ishida (石田将也 Ishida Shōya?)          | Toshiyuki Toyonaga                      | Gabriel Gama             |
| Kazuki Shimada (島田 一旗 Shimada Kazuki?)     | Ryo Nishitani                           | Ulises Alvear            |
| Kazuki Shimada (島田 一旗 Shimada Kazuki?)     | Sachiko Kojima (estudiante de primaria) | Ulises Alvear            |
| Keisuke Hirose (広瀬 啓祐 Hirose Keisuke?)     | Takuya Masumoto                         | Ilitch Pichardo          |
| Keisuke Hirose (広瀬 啓祐 Hirose Keisuke?)     | Hana Takeda (estudiante de primaria)    | Ilitch Pichardo          |
| Takeuchi (竹内?)                               | Fuminori Komatsu                        | Róman Abreo              |
| Miyako Ishida (石田 美也子 Ishida Miyako?)     | Satsuki Yukino                          | Mildred Barrera          |
| Yaeko Nishimiya (西宮 八重子 Nishimiya Yaeko?) | Akiko Hiramatsu                         | Rosalinda Márquez        |
| Hermana de Shōya (将也の姉 Shōya no Ane?)      | Ayano Hamaguchi                         |                          |
| Maria Ishida (石田 マリア Ishida Maria?)       | Erena Kamata                            |                          |
| Ito Nishimiya (西宮 いと Nishimiya Ito?)       | Ikuko Tani                              | Ángela Villanueva        |
| Pedro (ペドロ Pedoro?)                         | Ryunosuke Watanuki                      |                          |

## Producción
En el último capítulo del manga, publicado en la edición n.º 51 del 2014 del Shūkan Shōnen Magazine publicado por Kōdansha, se anunció que Koe no Katachi contaría con una adaptación animada. En el séptimo y último tankōbon del manga, publicado en diciembre del 2014 se dio la noticia que la adaptación animada que se había anunciado antes, sería en forma de película. Hasta octubre del 2015, se dio a conocer que la película sería animada por Kyoto Animation (que ha animado series como Suzumiya Haruhi no Yūutsu, CLANNAD, Hyōka, Hibike! Euphonium, etc.) y dirigida por Naoko Yamada (directora de series como K-ON! y Tamako Market, del mismo Kyoto Animation). Además, en diciembre del 2015 se confirmó que Shochiku distribuiría la película en Japón y que esta se estrenaría durante la temporada de otoño de 2016. En abril de 2016 se puso en línea la página oficial de la película; con ella se reveló también su teaser y su póster preliminar, además de anunciarse la participación de Reiko Yoshida (Non Non Biyori, Yowamushi Pedal, etc.) para trabajar en el guion y de Futoshi Nishiya (Nichijō, Free!, etc.) en el diseño de personajes. Kensuke Ushio y Pony Canyon compusieron y produjeron la música, respectivamente. La canción principal de la película, titulada "Koi wo Shita no wa" (恋をしたのは) fue interpretada por Aiko, mientras que "My Generation" de The Who fue utilizada como tema de apertura. La película se estrenó el 17 de septiembre de 2016 en cines japoneses.

## Lanzamiento
La película se estrenó en 120 cines a lo largo de Japón. Fue exhibida en la edición de 2016 del festival Scotlands Loves Animation. En América Latina, la película fue licenciada por KEM Media. El filme se estrenó en México el 5 de mayo de 2017. El 5 de mayo de 2017 se anunció que Madness Films distribuiría por cuenta de KEM Media la película fuera de México. El 6 de mayo de 2017 se anunció que el filme sería estrenado en Chile el 17 de junio de ese año. El 18 de mayo de 2017 se anunció que se estrenará en Argentina el 9 de junio de 2017. El 16 de marzo de 2018 se estrenó en España.

## Recepción

### Taquilla
La semana de su estreno fue número dos en la taquilla nipona, solamente detrás de Kimi no Na wa. de Makoto Shinkai, con unos ingresos aproximados de 283 millones de yenes con 200.000 tickets vendidos en su estreno en 120 cines. Para el 30 de noviembre de 2016 la película ha recaudado un total de 2.2 millardos de yenes de un 1,7 millones de boletos vendidos. En su pase en México recaudó medio millón de dólares, siendo el mercado más exitoso de Occidente y llegando al número 5 en el top 10 de la taquilla nacional de ese país. En Argentina, en su preestreno el 8 de junio de 2017 con tres funciones, vendió 99 boletos. En su primer día de estreno, vendió 2828 boletos. Permaneció 3 semanas en cartelera, vendiendo 9000 boletos, y alcanzó el octavo puesto de las películas más vistas en su semana de estreno. En Bolivia permaneció 1 semana en cartelera, vendiendo 842 boletos. En Paraguay también permaneció una semana en cartelera y vendió 660 boletos.

### Crítica
Rotten Tomatoes da una calificación agregada de 95%, sobre la base de 37 críticas. En Metacritic, la película tiene un puntaje promedio ponderado de 78 sobre 100, basado en 10 críticas, indicando "reseñas generalmente favorables". Todas Las Críticas, un sitio recopilador de críticas argentinas que usa una media ponderada, le dio una puntuación de 73 sobre 100, según 7 críticas.

### Premios y nominaciones
| 2016 | 71° Premios de cine de Mainichi             | Mejor película de animación                     | A Silent Voice | Nominada | [ 33 ] |
| 2016 | 40° Premios de la Academia Japonesa         | Animación del Año (Excelencia en animación)     | A Silent Voice | Ganadora | [ 34 ] |
| 2016 | 40° Premios de la Academia Japonesa         | Mejor animación del año                         | A Silent Voice | Nominada | [ 34 ] |
| 2016 | Tokyo Anime Award Festival                  | Animación del año (categoría de película)       | A Silent Voice | Ganadora | [ 35 ] |
| 2016 | 20° Japan Media Arts Festival               | Premio a la excelencia (categoría de animación) | A Silent Voice | Ganadora | [ 36 ] |
| 2016 | 26° Premios de la Crítica de Cine de Japón  | Mejor película de animación                     | A Silent Voice | Ganadora | [ 37 ] |
| 2016 | Annecy International Animated Film Festival | Premio en la categoría largometraje             | A Silent Voice | Nominada | [ 38 ] |